# Davidiani

Bandiera dei davidiani.

I Davidiani (Branch Davidians in inglese) sono un movimento religioso avventista, costituitosi nel 1955 a seguito di uno scisma interno al movimento riformista, nato nel 1930 all'interno della Chiesa cristiana avventista del settimo giorno. Gli aderenti al messaggio proposto da questo movimento sono stati in gran parte scomunicati.
Il movimento riformista credeva nell'imminenza del Giudizio Universale e della seconda venuta di Cristo.
I Davidiani sono balzati alla cronaca internazionale in seguito ai fatti del 1993, raccontati dalla docuserie L'assedio di Waco, prodotta e distribuita da Netflix nel 2023. Durante quello che è passato alla storia con il nome di "Assedio di Waco", il Bureau of Alcohol, Tobacco, Firearms and Explosives (ATF), l'FBI e la Guardia Nazionale Texana assediarono il Mount Carmel Center, un ranch nei pressi di Waco, in Texas. In quell'occasione persero la vita ottantadue Davidiani (alcuni dei quali bambini), David Koresh (leader religioso della setta) e quattro agenti dell'ATF.

## Storia

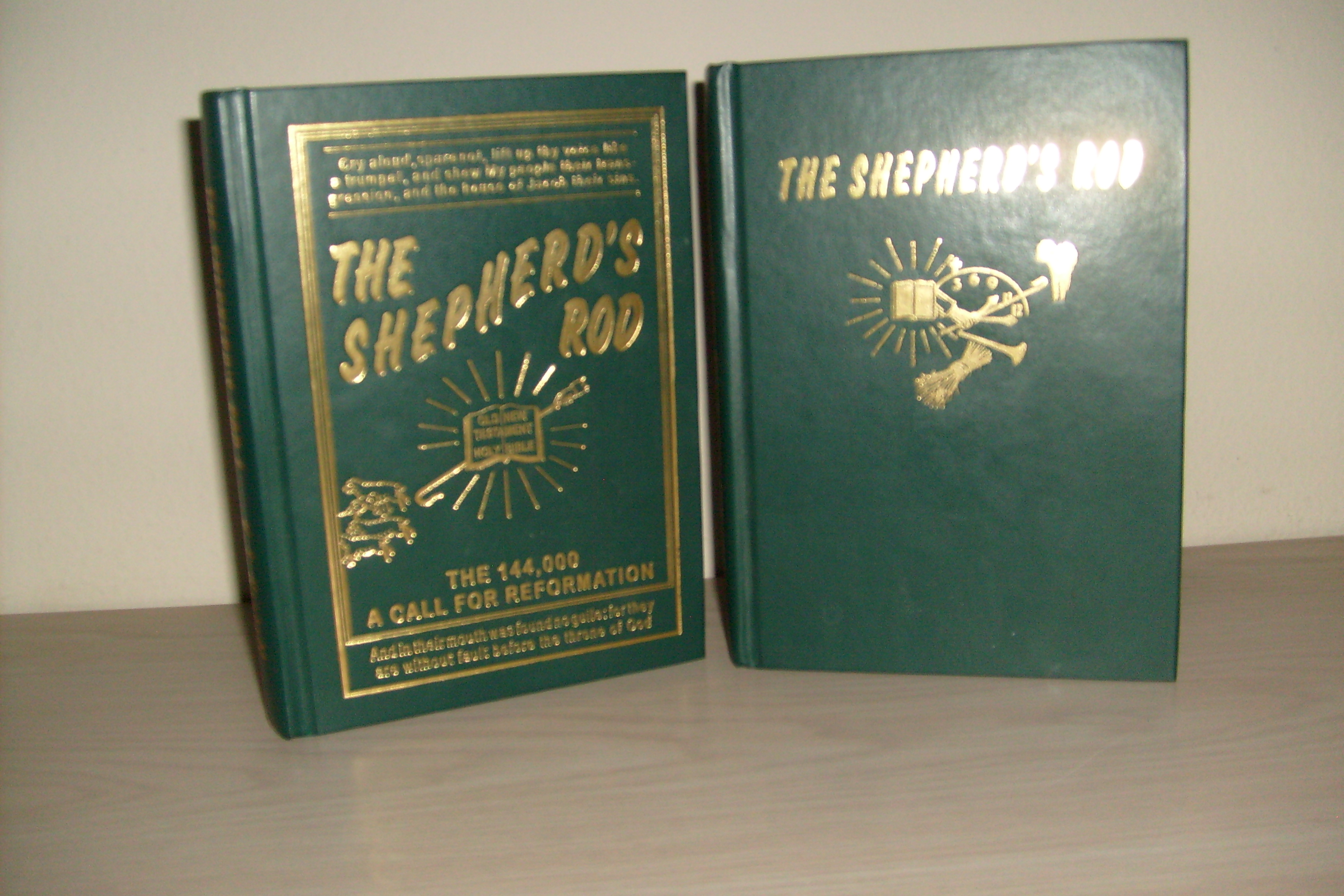
The Shepherd's Rod, Volume 1 & 2. Le prime pubblicazioni dei davidiani, uscite nel 1930 e nel 1932 rispettivamente

### Victor Houteff
Nel 1929, Victor Houteff, un immigrato bulgaro di Smoljan, divenne una figura di rilievo tra gli avventisti del settimo giorno. Egli sostenne di aver ricevuto un nuovo messaggio per la Chiesa cristiana avventista del settimo giorno. Tale messaggio era contenuto in tre libri intitolati The Shepherd's Rod (La verga del pastore), I 144.000 (Il piccolo gregge) e Un invito alla riforma.
Il suo messaggio di riforma, tuttavia, non fu accettato dalla Conferenza generale della Chiesa cristiana avventista e venne considerato eretico dalla dirigenza della Chiesa stessa, poiché si discostava dagli insegnamenti tradizionali del gruppo. Houteff venne immediatamente espulso, insieme ad altri membri che avevano abbracciato il suo messaggio.
Nel 1935, Victor Houteff stabilì il suo quartier generale nei pressi di Waco, in Texas. Fino al 1942, il suo movimento era conosciuto come Shepherd's Rod ("La verga del pastore"), ma quando Houteff ritenne necessario organizzarsi formalmente per motivi legali, modificò il nome della sua chiesa in General Association of Davidian Seventh-day Adventists. Il termine "Davidiani" rispecchia la loro fede nella restaurazione del regno davidico in Israele, prima della seconda venuta di Cristo (Avvento o Parusia); il riferimento a Davide si basa su Isaia 11:1 e sul ramo di Jesse, che appare nello stemma ufficiale utilizzato dai Davidiani all'interno di una stella di David. Victor Houteff incoraggiò i Davidiani a lavorare per la riforma della Chiesa cristiana avventista del settimo giorno, in vista di un grande afflusso di convertiti quando la chiesa sarebbe tornata a uno stato più puro.
Uno dei principi davidiani è la convinzione che il presidente della chiesa debba essere dotato di "spirito di profezia" per garantire una sempre maggiore verità biblica al movimento. Nel 1955, dopo la morte del fondatore Victor Houteff, si verificò una spaccatura tra i seguaci a causa della successione. Questa disputa portò alla creazione dell'Associazione generale dei Davidiani avventisti del settimo giorno, inizialmente diretta da Benjamin Roden, nota come Il Ramo (The Branch). Alla fine del 1960, il gruppo stabilì la propria sede a Waco, nella proprietà precedentemente occupata dal movimento, dopo che i Davidiani vendettero le loro proprietà a ovest.
Nel 1958 e nel 1959, Il Ramo divenne il primo gruppo cristiano a ricevere ufficialmente lo status di immigrati in Israele. Gli aderenti ottennero il permesso di stabilirsi in tre moshav e kibbutz israeliani. Amirim divenne così il primo moshav vegetariano in Israele. Essere rigorosamente vegetariani era un requisito necessario. Inoltre, crearono ad Amirim l'Associazione Il Ramo per l'agricoltura biologica, una delle prime organizzazioni a promuovere l'agricoltura biologica in Israele.
Nel 1976, Benjamin Roden fece appello affinché la chiesa mantenesse la cena del Signore nella stessa ora di culto designata nell'antico Israele (la terza e la nona ora del giorno) e in tutti i giorni delle festività bibliche. Nel 1981, Lois Roden, moglie di Benjamin, avanzò la stessa richiesta. Benjamin Roden era particolarmente fermo nella sua opposizione alle leggi sulla domenica, che gli avventisti identificano come un aspetto del marchio della bestia, sostenendo che il culto domenicale deve essere considerato pagano.

### Lois Roden
Nel 1977, Lois Roden ha affermato di aver ricevuto un messaggio di dottrina riguardante lo Spirito Santo - che è femminile a suo parere - provocando molte polemiche all'interno del gruppo.
Secondo questo nuovo messaggio, Lois avrebbe avuto diritto a un posto nella leadership della Chiesa, che il marito e gli altri dovevano accettare. Quando Benjamin Roden morì l'anno successivo, il loro figlio George ha cercato di assumere la leadership, sostenendo che egli era il profeta legittimo del gruppo, ma Lois Roden ha bloccato il suo tentativo, vietandogli in eterno di agire come presidente della Chiesa.
Nel 1979, Lois Roden ha iniziato a pubblicare la rivista Shekhinah, in cui ha presentato gli articoli di persone provenienti da diverse chiese cristiane ed ebraiche. Forniva spunti per esplorare il tema della femminilità dello Spirito Santo tra le donne nel ministero della Chiesa. Alla fine del 1982 e all'inizio del 1983, ha ricevuto un premio da Religion in Media per il suo lavoro per la rivista. Un paio di mesi più tardi, l'edificio amministrativo del reparto stampa è stato distrutto da un incendio.
Vernon Wayne Howell (che ha cambiato il suo nome in David Koresh nel 1988 in omaggio a re Ciro che permise agli ebrei di far ritorno in Israele) in seguito ammise la propria responsabilità nell'appiccamento dell'incendio, motivato dal comando di Dio, affermando che era stato incaricato di trasmettere a Lois Roden il comando biblico del profeta Nahum: «Ma riguardo a te l'Eterno ha dato questo comando. Il tuo nome non sarà più perpetuato. Dal tempio dei tuoi dèi farò scomparire le immagini scolpite e le immagini fuse. Ti preparerò la tomba, perché sei spregevole» (Naum 1:14).
Nel 1981 Vernon Wayne Howell ha detto che aveva un nuovo messaggio per la Chiesa, ma all'epoca non è stato preso in considerazione da nessuno. Respinto nei suoi tentativi, egli mantenne un comportamento ondivago nei confronti del movimento, tornandovi agli inizi del 1983. Lois Roden gli avrebbe allora offerto i suoi servigi, guadagnandosi così la sua fiducia. Nel settembre del 1983 Lois Roden gli permise di divulgare il suo messaggio. Ci fu una riunione generale al Mount Carmel Center, sede di molti davidiani nel 1984, durante la Pasqua, e il risultato fu che il gruppo si divise in fazioni, una delle quali - il Ramo - rimase fedele a David Koresh. In quel momento George Roden costrinse David Koresh e il suo gruppo a lasciare la proprietà. Circa un anno dopo aver lasciato Mount Carmel Center, David Koresh ed i suoi seguaci finirono in Texas, fondando il quartier generale del gruppo per i prossimi due anni.
Il 28 marzo 1985, Lois Roden era nuovamente convocata in tribunale per far rispettare l'ingiunzione contro George Roden, e in esso giurò di essere il presidente dell'Associazione generale dei davidiani avventisti del settimo giorno. Circa due mesi e mezzo dopo, David Koresh, coinvolto in un processo separato, giurava che era il presidente dei Branch Davidians. George Roden sosteneva che David Koresh e numerosi altri erano pronti ad impedirgli di essere il legittimo presidente della chiesa succursale. La difesa di David Koresh presentò una denuncia contro George Roden, sostenendo che egli era in realtà il presidente di un'associazione diversa.
Lois Roden morì nel novembre 1986. Durante l'estate seguente la morte di Lois Roden, David Koresh stilò numerosi documenti presso il County Records Office, per utilizzare l'identità e il nome della Chiesa, oltre che le sue proprietà.

### Assalto al Mount Carmel Center
Nel 1987, nel tentativo di riguadagnare il supporto del movimento, George Roden sfidò Vernon Howell, che non aveva ancora cambiato il nome in Koresh, a resuscitare i morti, arrivando persino a riesumare cadaveri di davidiani morti vent'anni prima (Roden negò successivamente, affermando che li stava solo spostando nel cimitero della comunità). Howell colse l'opportunità per denunciare Roden, ma gli fu detto che necessitava di prove. Il 3 novembre 1987, insieme a sette sostenitori, assaltò Mount Carmel. Il gruppo portava con sé cinque armi semiautomatiche, due fucili, due fucili a pallettoni e circa 400 colpi a disposizione. Howell dichiarò poi che lo scopo dell'assalto era ottenere prove delle attività illegali di Roden, ma in realtà nessuno dei partecipanti portava con sé una fotocamera. Nel conflitto a fuoco che ne derivò, Roden fu ferito al petto e alle mani.
La giuria del processo che seguì l'evento dichiarò non colpevoli i complici di Howell, ma non raggiunse un accordo sul verdetto per lo stesso Howell. Dopo l'assoluzione dei suoi seguaci, Howell invitò la pubblica accusa a Mount Carmel per prendere un gelato.

### La controversia sul successore di Lois Roden
Lois Roden affrontò anche la discordia con il canadese Charles Pace, che si unì alla Chiesa nei primi anni '70 e, nel 1981, affermò di aver ricevuto un messaggio speciale per la comunità. Dopo aver esaminato il messaggio di Pace, Lois Roden gli chiese di smettere di insegnare; al suo rifiuto, lo mise sotto censura, il che significava che poteva partecipare alle riunioni della Chiesa, ma non insegnare. Durante la Pasqua del 1984, Charles Pace presentò il suo presunto messaggio in una riunione tenutasi da George Roden. Mentre Lois Roden e altri accettarono i punti chiave degli insegnamenti di Pace, gli errori presenti nel suo messaggio furono espunti da Lois.
In quella riunione, Pace annunciò di credere che George Roden sarebbe stato il prossimo presidente della Chiesa e ricevette da lui 14.000 dollari per aprire un centro di salute sul posto, nonostante Lois Roden avesse sconsigliato i fedeli di contribuire finanziariamente a George Roden, ancora sotto giudizio riguardo alla sua carica di presidente della Chiesa e senza alcuna autorità per autorizzare Pace ad aprire una stazione termale. Poco dopo, Charles Pace ebbe un forte diverbio con George Roden, che lo espulse dalla proprietà.
Dopo la morte di Lois Roden, alla fine del 1986, Charles Pace si trasferì dal Canada a Gadsden, in Alabama, cambiando il nome della sua fazione in The Living Waters Filiale di Giustizia. In seguito modificò il nome in , The Branch, il Signore (YHVH) la nostra giustizia, ispirandosi a un versetto biblico tratto da Geremia 33:16, dove si legge "YHVH Tzidkaynu."
Sebbene affermasse di essere il successore di Lois Roden, non partecipò alla successione dei beni immobiliari della stessa e consentì quindi che la proprietà della Chiesa e il suo marchio andassero a George Roden e poi a David Koresh.
Poco prima che Lois morisse, Pace dichiarò che nella Chiesa non era più necessario mantenere le ore giornaliere di culto stabilite da Benjamin e Lois Roden. In uno studio del 1990, affermò che era un abominio utilizzare il vino — inteso solo come succo d'uva non fermentato e quindi totalmente privo di alcool — come emblema quotidiano della cena del Signore, contrariamente agli insegnamenti di Lois Roden. Secondo Pace, Gesù non era più intercessore per noi, ma solo lo Spirito Santo femminile.
Lois Roden aveva incaricato Irmine Sampson, Teresa Moore e il gruppo di New York di ripubblicare la sua corrispondenza con Benjamin Roden. Teresa Moore interpretò questo incarico come un segno che era stata scelta per diventare la prossima presidente della Chiesa, anche se gli altri membri non condividevano questa visione.
Teresa Moore finì col costituire una propria fazione, chiamandola "Il Signore della Tzevaoth" o "Sabaoth", Signore delle schiere o Signore degli eserciti — soprattutto con riferimento agli Ebrei e a un versetto biblico tratto da Isaia 51:15, dove si legge YHVH Tzevaoth — abbandonando così definitivamente la Chiesa e le sue proprietà.
Amo Bishop Roden sposò George Roden nel 1987 tramite un contratto matrimoniale temporaneo. La condizione mentale di George Roden peggiorò notevolmente nel corso di quel tempo, e poco dopo finì in un ospedale psichiatrico fino alla sua morte nel 1998. Amo sosteneva di rappresentare la Chiesa, anche se rifiutava molti dei suoi insegnamenti. Riuscì a ottenere l'incarico da parte di George Roden di rappresentarne gli interessi, ma non molto tempo dopo George ritirò tale incarico.
Nonostante ciò, Amo continuò a presentarsi come membro della Chiesa con diritto di insegnare e rappresentarla, utilizzando anche il cognome Roden. Poi cominciò a pubblicare i suoi studi, travisando—secondo Doug Mitchell—vari insegnamenti della Chiesa.
Doug Mitchell aderì al movimento nel 1978 e lavorò a stretto contatto con Lois Roden fino alla sua morte. Divenne testimone nel procedimento di omologazione dei beni immobiliari di Lois Roden al fine di preservare i beni della Chiesa dagli abusi, fino a quando i membri potessero incontrarsi bonariamente, senza però conseguire alcun risultato.
Doug Mitchell dichiarò che Lois Roden stava ricevendo una profezia sulla vera natura della cena del Signore, conosciuta nel movimento come la Festa Agape o Love (il pasto comune).

## La disputa per la proprietà della chiesa di Mount Carmel Center
Dopo la morte di David Koresh, la maggior parte degli adepti superstiti riconobbe Clive Doyle come il portavoce della loro organizzazione. Tuttavia, secondo la costituzione della Chiesa, gli amministratori dei beni ecclesiastici dovevano essere nominati dal presidente della Chiesa, e David Koresh non aveva effettuato tali nomine. Pertanto, nel 1996, il gruppo dei superstiti depositò un documento presso il County Records Office affermando di gestire i beni della Chiesa.
Nel 1996, la corte stabilì che la terra apparteneva al ramo Davidian Avventista del Settimo Giorno, ma rifiutò di pronunciarsi su chi rappresentasse esattamente la Chiesa.
Di conseguenza, nel 1996, un certo numero di seguaci superstiti di David Koresh presentò un ricorso per chiedere la proprietà della Chiesa per usucapione. Tuttavia, la richiesta fu successivamente abbandonata. Nel 2000, una giuria si pronunciò contro di loro, mentre Amo e Roden continuarono a utilizzare la proprietà insieme a Charles Pace.
Nel 2003, Doug Mitchell creò un sito web in cui pubblicò gran parte delle pubblicazioni di Victor Houteff, Benjamin Roden e Lois Roden, compresa una presentazione dettagliata di ciò che egli definisce "La battaglia di Vernon Wayne Howell (aka David Koresh) e altri contro il Ramo Davidian Avventisti del Settimo Giorno", in cui fornisce un quadro dettagliato e documentato della controversia riguardante la Chiesa e dei suoi avversari.
Durante l'assedio, David Koresh incoraggiò i suoi seguaci a considerarsi studenti biblici dei Sette Sigilli piuttosto che semplicemente Davidiani. Durante la situazione di stallo, annunciò pubblicamente che desiderava essere identificato con il nome di "Koreshians" (Koreshiani), cioè seguaci dell'autoproclamato messia David Koresh. Tuttavia, altri suoi seguaci espressero la volontà di non utilizzare quel nuovo nome, e la stragrande maggioranza dei mezzi di comunicazione continuò a riferirsi al gruppo come Ramo Davidiano, nonostante le proteste dei membri che non si erano uniti al Ramo di David Koresh.

### Assedio di Waco
Il 28 febbraio 1993, a Waco, gli agenti dell'ATF, un ente dipendente dal Governo Federale, cercarono di eseguire un ordine di perquisizione al Mount Carmel Center, un complesso di edifici dove si svolgevano le attività dei Davidiani. L'operazione era motivata da alcune denunce di violenza sessuale e maltrattamenti, oltre che dalla necessità di verificare la presenza di armi e droghe. Dalla perquisizione scaturì un conflitto a fuoco che portò alla morte di quattro agenti federali, sei Davidiani e diversi feriti da entrambe le parti. Dopo la sparatoria, i federali si ritirarono per chiamare rinforzi, mentre i Davidiani coinvolti si barricarono all'interno del complesso per evitare l'arresto.
Il 19 aprile scoppiò un incendio: i corpi scelti non avevano l'attrezzatura adatta per spegnerlo e poterono soltanto osservare mentre il rogo divampava, intrappolando le persone all'interno. Koresh e altri seguaci (non è accertato quanti) si suicidarono a colpi di rivoltella, mentre più di 60 furono i morti nell'incendio, tra cui una ventina di bambini.
Nella comune furono ritrovate 305 armi automatiche appartenenti alla setta, tra cui AK-47 e AR-15 modificati.

### Diffusione
Il centro di Waco non superava mai i 1.200 membri residenti, ma il movimento contava e conta ancora oggi alcune migliaia di seguaci non solo negli Stati Uniti, ma anche in Canada, Australia, Gran Bretagna e Amirim (in Galilea, Israele). Oggi i Davidiani rimangono divisi in due gruppi principali: i Branch Davidian Seventh Day Adventists e i Shepherd's Rod. Per questo motivo, la sede mondiale della General Association of Branch Davidian Seventh Day Adventists si trova a Kingsland, nella Contea di Llano, in Texas, dove mantiene anche un abbondante archivio con un ricco museo e centro di informazioni e documentazione storica dei Davidiani. La General Association of DSDA (The Original Shepherd's Rod) continua ancora oggi ad esistere ed operare attivamente (anche se in maniera isolata) nel suo centro storico del Mount Carmel Center di Waco.

## Dottrine
Gli Avventisti e i Davidiani, incluso il gruppo del Ramo, condividono molte credenze fondamentali con la maggior parte delle denominazioni cristiane, ma possiedono anche dottrine specifiche.
1. Il Sabato è considerato l'ultimo giorno della Creazione e viene santificato come giorno di riposo.
2. Gesù Cristo è atteso per tornare sulla terra di persona, per radunare i suoi eletti e portarli in cielo per un periodo di 1000 anni, dopo di che tornerà con loro per abitare la terra per l'eternità.
3. La non-immortalità dell'anima: i morti non hanno coscienza.
4. Ci sarà una risurrezione dei giusti e degli ingiusti: la risurrezione dei giusti avverrà contemporaneamente alla seconda venuta di Cristo, mentre quella degli ingiusti si svolgerà 1000 anni più tardi.
5. Esiste un "santuario nel cielo".
6. Il Giudizio Universale ha avuto inizio il 22 ottobre 1844; ha iniziato a giudicare i morti e poi passerà ai vivi.
7. Il marchio della bestia (Apocalisse di Giovanni 13:16-18) sarà riconosciuto universalmente.
8. Il credente deve considerare il proprio corpo come tempio dello Spirito Santo, astenendosi da bevande inebrianti, tabacco e altri stupefacenti, nonché dalle carni impure secondo le regole della Casherut (prescritte in Levitico 11); il vegetarianismo è quindi visto come la pratica dietetica ottimale.
9. La presenza dello Spirito di Profezia: la Chiesa cristiana avventista del settimo giorno crede che questo dono profetico si sia manifestato in modo speciale attraverso Ellen G. White.
10. I Davidiani riconoscono che Houteff possedeva il dono profetico e insegnano che nessuno avrà quel dono fino a quando non ci sarà una risurrezione speciale. I Davidiani credono che il dono della profezia sia stato conferito a Benjamin Roden dopo la morte del fondatore Houteff.
11. Dopo la purificazione della Chiesa, i santi faranno ritorno alla terra promessa, dove Gesù stabilirà il suo regno, nel quale i 144.000, cioè "il piccolo gregge", regneranno per sempre con Lui sul Monte Sion (la Gerusalemme Celeste).
12. Tutti i giorni di festa biblici e quelli della Chiesa primitiva sono rispettati. Essi includono anche il vero mantenimento della cena del Signore. I Davidiani del Ramo insegnano che è giunto il momento di ripristinare tali festività, come ad esempio quella di Sukot.

Le dottrine che contraddistinguono il Ramo (The Branch) sono:
1. Il Giudizio Universale ha avuto inizio nel santuario celeste nel 1955.
2. L'adorazione quotidiana deve essere mantenuta alla terza e nona ora del giorno naturale, in armonia con l'intercessione di Cristo nel santuario celeste.
3. La famiglia è considerata l'immagine della divinità, con particolare riferimento agli aspetti femminili, poiché lo Spirito Santo è visto come femmina.